# Andezit

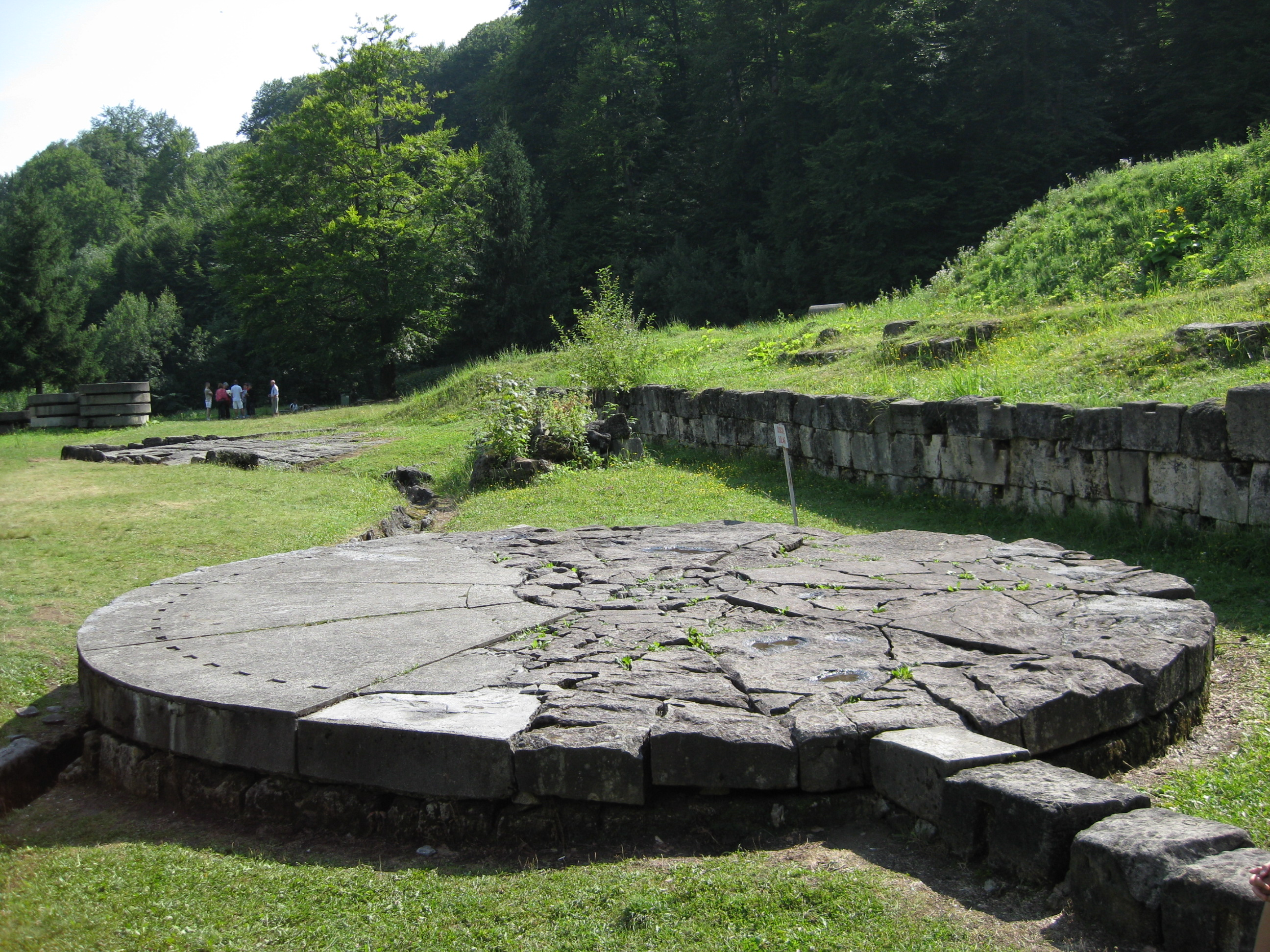
„Soarele” de andezit din Sarmizegetusa Regia

Andezitul (sau Islanditul) este o rocă magmatică rezultată prin erupție vulcanică, având o granulație fină, de culoare brună, violetă, până la cenușie. În compoziția chimică a rocii predomină dioxid de siliciu (ca. 60 %).

## Descriere
Temperatura de formare este cuprinsă între 950-1000 °C, lava de origine având un conținut de plagioclaz, piroxeni, amfiboli și biotit.
Denumirea rocii provine de la Anzii Cordilieri, iar denumirea de Islandit de la țara de origine, Islanda (acest tip de andezit conține minerale porfirice ca zeoliți și leucit).

## Plutonite - Vulcanite
Granit - Riolit

Granodiorit - Dacit

Diorit - Andezit

Sienit - Trahit

Gabro - Bazalt